# Bosserheide
De Bosserheide is een natuurgebied ten noordoosten van Well.
Het gebied is onderdeel van Nationaal Park De Maasduinen en gelegen op rivierduin. Een deel van dit gebied is eigendom van de gemeente Bergen. Een ander deel (114 ha) is eigendom ven Het Limburgs Landschap.
Door het terrein stroomt de Molenbeek in zuidwestelijke richting naar de Maas.

## Geschiedenis
Het betreft een voormalig stuifzand- en heidegebied. Het was eigendom van de bewoners van Kasteel Well, maar werd begin 20e eeuw aan particulieren verkocht. Ten behoeve van de productie van mijnhout werd er grove den aangeplant, en op een aantal plaatsen ook lariks. Tijdens de Tweede Wereldoorlog legde de bezetter er een werkkamp aan, en later werden in de barakken nog Ambonezen gevestigd. Het enige dat aan deze activiteiten nog herinnert zijn verwilderde fruitbomen, die ooit in tuinen hebben gestaan. Vanaf 1970 werd het terrein geleidelijk aangekocht door Het Limburgs Landschap. Een deel van het gebied viel ten offer aan grindwinning, waardoor het Reindersmeer ontstond.

## Flora en fauna
Het naaldbos neemt het overgrote deel van het terrein in, maar stuifzand- en heiderelicten zijn nog aanwezig. Meer dan twintig soorten korstmossen werden op het stuifzand aangetroffen. Bij de heiderestanten leeft de levendbarende hagedis. havik en boomleeuwerik zijn enkele vogelsoorten die hier huizen.